# Distrikt Omate
Der Distrikt Omate liegt in der Provinz General Sánchez Cerro in der Region Moquegua in Südwest-Peru. Der Distrikt besitzt eine Fläche von 255 km². Beim Zensus 2017 wurden 3266 Einwohner gezählt. Im Jahr 1993 lag die Einwohnerzahl bei 2741, im Jahr 2007 bei 3900. Die Distriktverwaltung befindet sich in der 2160 m hoch gelegenen Provinzhauptstadt Omate mit 1049 Einwohnern (Stand 2017).

## Geographische Lage
Der Distrikt Omate liegt an der Südflanke der Cordillera Volcánica im zentralen Süden der Provinz General Sanchez Cerro. Im Süden reicht der Distrikt bis an das Nordufer des nach Westen fließenden Río Tambo.
Der Distrikt Omate grenzt im Südwesten an den Distrikt Puquina, im Westen an den Distrikt Coalaque, im Nordosten an den Distrikt Matalaque, im Osten und im Südosten an den Distrikt Quinistaquillas sowie im äußersten Süden an den Distrikt Torata (Provinz Mariscal Nieto).